# 天神之后圣殿 (那不勒斯)
天神之后圣殿（Basilica di Santa Maria degli Angeli a Pizzofalcone）是一座罗马天主教宗座圣殿，巴洛克建筑，位于意大利那不勒斯。 
该堂由那不勒斯建筑师弗朗切斯科·格里马尔迪设计，建于1587-1610年。